# Алимов навес
Алимов навес — многослойная пещерная стоянка в верховье Алимовой балки на левом берегу реки Кача. Расположен в 1,5 км к северу от села Баштановка Бахчисарайского района Крыма.
Раскапывался в 1952 году Александром Формозовым, в 1955-1956 годах — Абрамом Столяром.
Всего раскрыто более 80 м2. Под наслоениями Кизил-кобинской культуры тавров залегали слои каменного века.
Фауна каменного века представлена сайгой, оленем, косулей, свиньей, овцой или козой, быком, лошадью и другими животными.

## Поздняя древнекаменная эпоха
К поздней древнекаменной эпохе относятся III-й и IV-й слои. В 3-м слое обнаружено кострище. Находят аналогии в шан-кобинской культуре.

## Средняя каменная эпоха
К среднекаменной эпохе относятся I-й и II-й слои стоянки. В наслоениях обнаружены кострища.
2-й слой относится к ранне-среднекаменной шан-кобинской культуре, где сегменты резко преобладают над трапециями в кремниевом инвентаре. Также здесь обнаружены треугольники, боковые резцы и различные острия. В I-III - концевые скребки.
1-й слой относится к поздне-среднекаменной мурзак-кобинской культуре, где противоположно от 2-го слоя, трапеции резко преобладают сегменты.